# Geografia de Fortaleza

Fortaleza e municípios vizinhos.

O meio ambiente de Fortaleza tem características semelhantes aos que ocorrem em todo o litoral do Brasil. O clima é ameno com temperatura anual média de 26°C. A vegetação predominante é de mangue e restinga tendo o Parque Ecológico do Cocó como a maior área verde da cidade. Seu relevo tem altitude média de quinze metros e o maior rio é o Cocó. A instituição que tem a competência de promover e executar a política municipal de meio ambiente é a Secretaria Municipal de Urbanismo e Meio Ambiente (Seuma).

## Clima
| Maiores acumulados de precipitação em 24 horas registrados em Fortaleza (INMET) por meses | Maiores acumulados de precipitação em 24 horas registrados em Fortaleza (INMET) por meses | Maiores acumulados de precipitação em 24 horas registrados em Fortaleza (INMET) por meses | Maiores acumulados de precipitação em 24 horas registrados em Fortaleza (INMET) por meses | Maiores acumulados de precipitação em 24 horas registrados em Fortaleza (INMET) por meses | Maiores acumulados de precipitação em 24 horas registrados em Fortaleza (INMET) por meses |
| Mês                                                                                       | Acumulado                                                                                 | Data                                                                                      | Mês                                                                                       | Acumulado                                                                                 | Data                                                                                      |
| ----------------------------------------------------------------------------------------- | ----------------------------------------------------------------------------------------- | ----------------------------------------------------------------------------------------- | ----------------------------------------------------------------------------------------- | ----------------------------------------------------------------------------------------- | ----------------------------------------------------------------------------------------- |
| Janeiro                                                                                   | 180,6 mm                                                                                  | 29/01/2004                                                                                | Julho                                                                                     | 149 mm                                                                                    | 21/07/1971                                                                                |
| Fevereiro                                                                                 | 178,2 mm                                                                                  | 28/02/2025                                                                                | Agosto                                                                                    | 130,5 mm                                                                                  | 16/08/1972                                                                                |
| Março                                                                                     | 162,5 mm                                                                                  | 07/03/2004                                                                                | Setembro                                                                                  | 46,7 mm                                                                                   | 10/09/2000                                                                                |
| Abril                                                                                     | 196,1 mm                                                                                  | 26/04/1970                                                                                | Outubro                                                                                   | 22,1 mm                                                                                   | 16/10/2002                                                                                |
| Maio                                                                                      | 225,8 mm                                                                                  | 06/05/1949                                                                                | Novembro                                                                                  | 75,7 mm                                                                                   | 27/11/1947                                                                                |
| Junho                                                                                     | 142,4 mm                                                                                  | 02/06/1977                                                                                | Dezembro                                                                                  | 89,6 mm                                                                                   | 23/12/2018                                                                                |
| Período: 1931-presente                                                                    |                                                                                           |                                                                                           |                                                                                           |                                                                                           |                                                                                           |

O clima de Fortaleza é tropical semiúmido (tipo As segundo a classificação climática de Köppen-Geiger), com uma época chuvosa de janeiro a junho e a outra seca de agosto a dezembro. Sua localização entre serras próximas faz com que as chuvas de verão ocorram com mais frequência na cidade e entorno do que no resto do Estado. A temperatura média anual é de 27 °C. A média pluviométrica é de aproximadamente 1 600 milímetros (mm). Com a maior parte do solo arenoso a agricultura torna-se de pouco expressão econômica, e já na década de 1990 toda a extensão do município foi considerada área urbana.
Segundo dados do Instituto Nacional de Meteorologia (INMET), referentes ao período de 1961 a 1970, 1974 a 1985, 1990 e a partir de 1993, a menor temperatura registrada em Fortaleza foi de 19,4 °C nos dias 5 de julho de 1974 e 15 de agosto de 1969, enquanto a maior atingiu 34,6 °C em fevereiro de 2013, nos dias 12 e 13, superando o recorde anterior de 34,4 °C em 18 de agosto de 1970.
O maior acumulado de precipitação em 24 horas foi de 198 mm em 1º de maio de 1974. Outros grandes acumulados iguais ou superiores a 100 mm foram 196,1 mm em 26 de abril de 1970, 180,6 mm em 29 de janeiro de 2004, 170,7 mm em 30 de abril de 1963, 162,5 mm em 7 de março de 2004, 142,4 mm em 2 de junho de 1977, 135 mm em 31 de março de 2014, 131,8 mm em 11 de fevereiro de 1978, 129,6 mm em 12 de fevereiro de 1978, 128,5 mm em 21 de março de 1963, 126,3 mm em 25 de janeiro de 2011, 124,3 mm em 28 de abril de 1974, 119,4 mm em 26 de abril de 2003, 119,1 mm em 11 de maio de 1967, 119 mm em 5 de janeiro de 2011, 117,8 mm em 20 de abril de 1966, 115,4 mm em 1º de maio de 2006, 112,2 mm em 26 de fevereiro de 1996 e 26 de abril de 1964, 112,1 mm em 7 de fevereiro de 1984, 112 mm em 22 de maio de 1973, 110,6 mm em 11 de março de 1996, 109,8 mm em 23 de junho de 2012, 108,2 mm em 2 de fevereiro de 1961, 105,2 mm em 3 de março de 1964, 105 mm em 3 de abril de 1985, 104,8 mm em 25 de abril de 1997, 104 mm em 21 de abril de 1978, 102,6 mm em 23 de maio de 2012, 102,4 mm em 21 de maio de 1974 e 101,1 mm em 12 de março de 2011. Abril de 2001, com 758,5 mm, foi o mês de maior precipitação.
| Dados climatológicos para Fortaleza                                                                                           | Dados climatológicos para Fortaleza | Dados climatológicos para Fortaleza | Dados climatológicos para Fortaleza | Dados climatológicos para Fortaleza | Dados climatológicos para Fortaleza | Dados climatológicos para Fortaleza | Dados climatológicos para Fortaleza | Dados climatológicos para Fortaleza | Dados climatológicos para Fortaleza | Dados climatológicos para Fortaleza | Dados climatológicos para Fortaleza | Dados climatológicos para Fortaleza | Dados climatológicos para Fortaleza |
| Mês | Jan                                 | Fev                                 | Mar                                 | Abr                                 | Mai                                 | Jun                                 | Jul                                 | Ago                                 | Set                                 | Out                                 | Nov                                 | Dez                                 | Ano                                 |
| --- | ----------------------------------- | ----------------------------------- | ----------------------------------- | ----------------------------------- | ----------------------------------- | ----------------------------------- | ----------------------------------- | ----------------------------------- | ----------------------------------- | ----------------------------------- | ----------------------------------- | ----------------------------------- | ----------------------------------- |
| Temperatura máxima recorde (°C)                                                                                               | 35,2                                | 35,2                                | 34,8                                | 34,9                                | 33,6                                | 33,8                                | 33,9                                | 34,4                                | 34,6                                | 34,8                                | 34,8                                | 35,2                                | 35,2                                |
| Temperatura máxima média (°C)                                                                                                 | 31,2                                | 31,1                                | 30,8                                | 30,6                                | 30,8                                | 30,5                                | 30,6                                | 31,1                                | 31,4                                | 31,6                                | 31,7                                | 31,7                                | 31,1                                |
| Temperatura média compensada (°C)                                                                                             | 27,4                                | 27,3                                | 27                                  | 26,8                                | 26,8                                | 26,4                                | 26,2                                | 26,6                                | 27                                  | 27,4                                | 27,7                                | 27,8                                | 27                                  |
| Temperatura mínima média (°C)                                                                                                 | 24,5                                | 24,3                                | 23,9                                | 23,8                                | 23,8                                | 23,2                                | 22,8                                | 22,9                                | 23,6                                | 24,3                                | 24,7                                | 24,9                                | 23,9                                |
| Temperatura mínima recorde (°C)                                                                                               | 18,2                                | 19                                  | 18                                  | 18,8                                | 18,6                                | 17,9                                | 17,9                                | 17,7                                | 19,2                                | 20,3                                | 20                                  | 19,4                                | 17,7                                |
| Precipitação (mm) | 156,4                               | 187                                 | 336,9                               | 385                                 | 229                                 | 130                                 | 69,7                                | 20                                  | 13,6                                | 9,5                                 | 9,8                                 | 37,1                                | 1 584                               |
| Umidade relativa compensada (%)                                                                                               | 78,4                                | 80,4                                | 83                                  | 85,1                                | 82,6                                | 79,9                                | 76,9                                | 73,3                                | 71,7                                | 72                                  | 72,7                                | 74,4                                | 77,5                                |
| Insolação (h) | 220,4                               | 183                                 | 172,7                               | 152,8                               | 211,9                               | 219,2                               | 254,2                               | 288,5                               | 287,1                               | 294,2                               | 287,7                               | 274,2                               | 2 845,9                             |
| Fonte: Instituto Nacional de Meteorologia (INMET) (normal climatológica de 1991-2020; recordes de temperatura: 1931-presente) |                                     |                                     |                                     |                                     |                                     |                                     |                                     |                                     |                                     |                                     |                                     |                                     |                                     |

## Vegetação

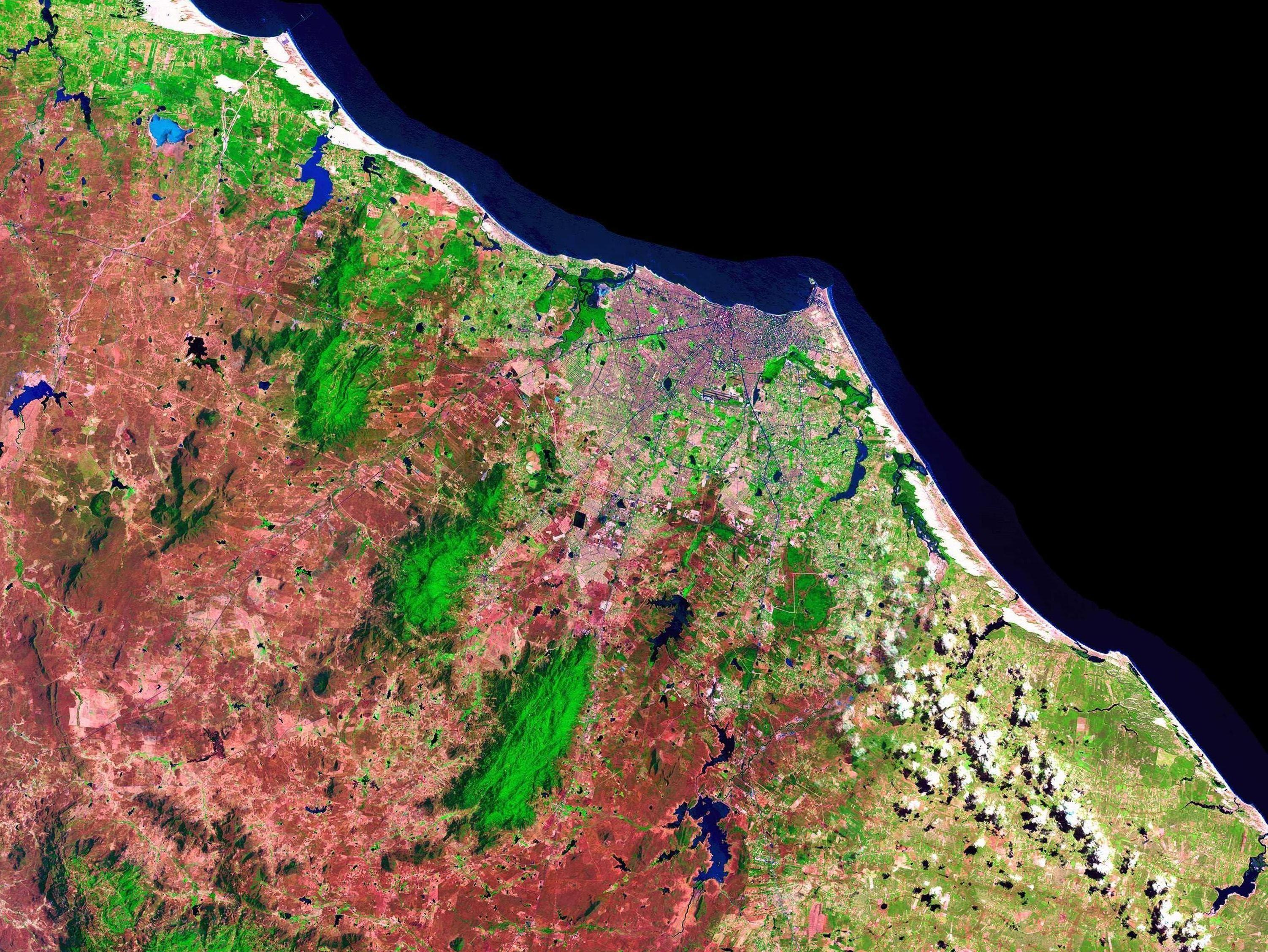
Fortaleza e arredores. Os contrastes mostram as construções em roxo ou róseo claro, as vias em tons de azul escuro, quase preto, e as áreas verdes. Os tons de róseo/vermelho são áreas de clima seco (caatinga) - Articulação compatível com a escala 1:50.000 (IBGE).

A vegetação de Fortaleza é tipicamente litorânea com áreas de mangue e restinga. As áreas de restinga encontram-se nas proximidades das dunas ao sul da cidade e perto da foz dos rios Ceará, Cocó e Pacoti. Nos leitos destes rios a mata predominante é a de mangue. Estas matas estão protegidas por lei e constituem-se na maior área verde da cidade. Infelizmente essas leis não são cumpridas como deveriam e, constantemente, é possível ver novas construções perto do Rio Cocó.
O Rio Cocó e seu leito formam a maior área de mangue de Fortaleza formando o "Parque do Cocó". São 1.155,2 hectares de área verde. Na imagem de satélite ao lado é a mancha verde na área ao centro-leste de Fortaleza. Ao norte é possível ver a Foz do rio Cocó e ao sul a área de Mangue do rio Pacoti. Nas demais áreas verdes da cidade já não existem mais a vegetação típica desta região, constituindo-se de matas verdes de vegetação variada com árvores frutíferas em grande parte. No sul da cidade existe ainda uma grande área verde acompanhando o traçado do rio Cocó que não foi urbanizada.
Existe ainda uma reserva de floresta tropical na parte sudeste da cidade no bairro Lagoa Redonda. A área tem mais de 50 hectares e foi protegida por lei em 2006 sendo aberta para visitação do em 2008, após intervenção financiada pela Ypióca.

## Hidrografia

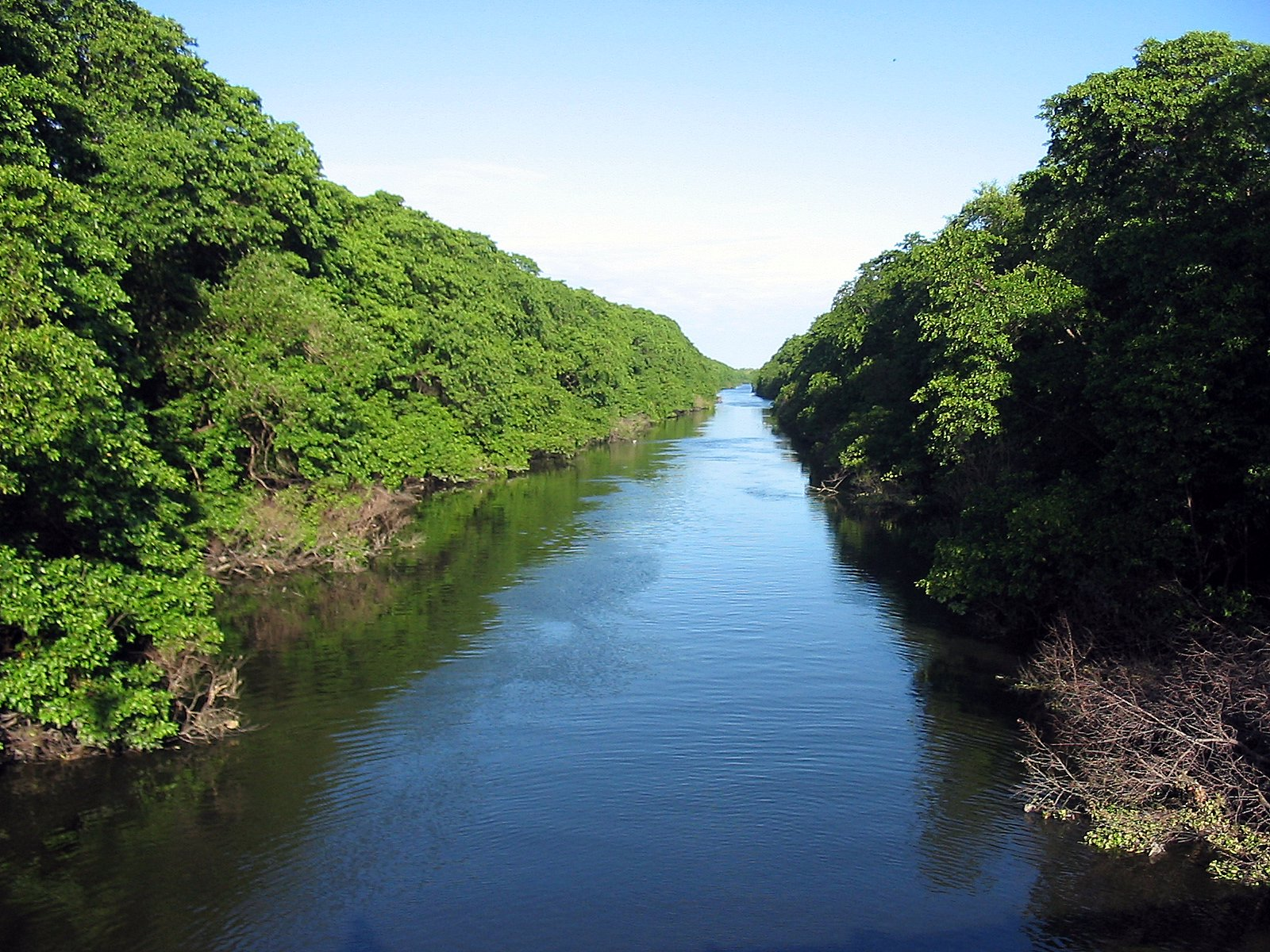
Rio Cocó

O Rio Cocó desagua em um manguezal que cria uma das paisagens ecológicas mais belas de Fortaleza.

### Rios
- Ceará - desemboca na praia da Barra do Ceará. O rio marca a divisa com o município de Caucaia. Ainda na divisa com Caucaia existe uma APA - Área de Proteção Ambiental do Estuário do Rio Ceará com 2.744,89 hectares que foi criada em 1999. Sua característica principal é a vegetação de Mangue.
- Maranguapinho - é o maior afluente do Rio Ceará. Nasce na Serra de Maranguape, com extensão de 34 km.
- Pajeú - é historicamente o rio em que se assentou a cidade. Restam somente duas áreas verdes de margem do rio: a primeira por trás da antiga sede da Prefeitura, no centro, e a segunda próxima à administração da Câmara de Dirigentes Lojistas - CDL de Fortaleza.
- Maceió
- Cocó - é o mais importante rio de Fortaleza. Perto de sua foz foi criada em 1989 e ampliada em 1993 o Parque Ecológico do Cocó. Esta  área é a mais importante da cidade.
- Coaçu - é um afluente do rio Cocó e junto de sua foz forma também área de interesse ambiental. Faz a divisa de Fortaleza com o Eusébio numa área em que o leito do rio forma a maior lagoa de Fortaleza, a lagoa de Precabura.
- Pacoti - Fazendo a divisa de Fortaleza com Aquiraz, as margens com seus manguezais formam hoje a APA do rio Pacoti com 2.914,93 hectares.

## Litoral

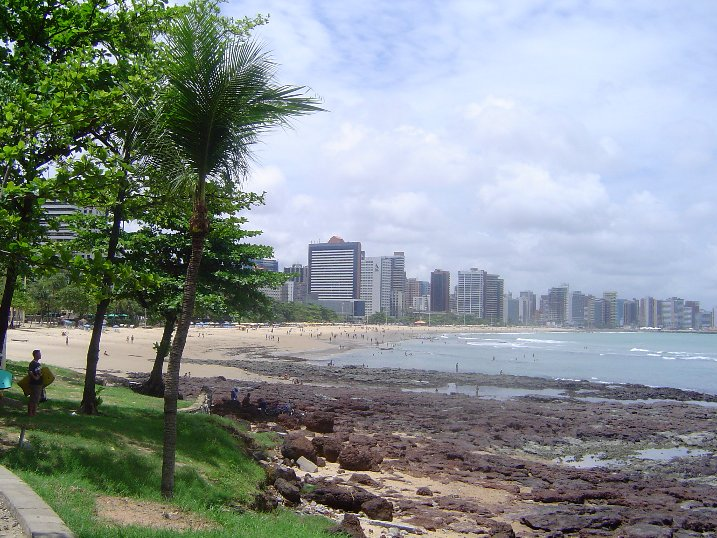
Vista da Praia do Meireles

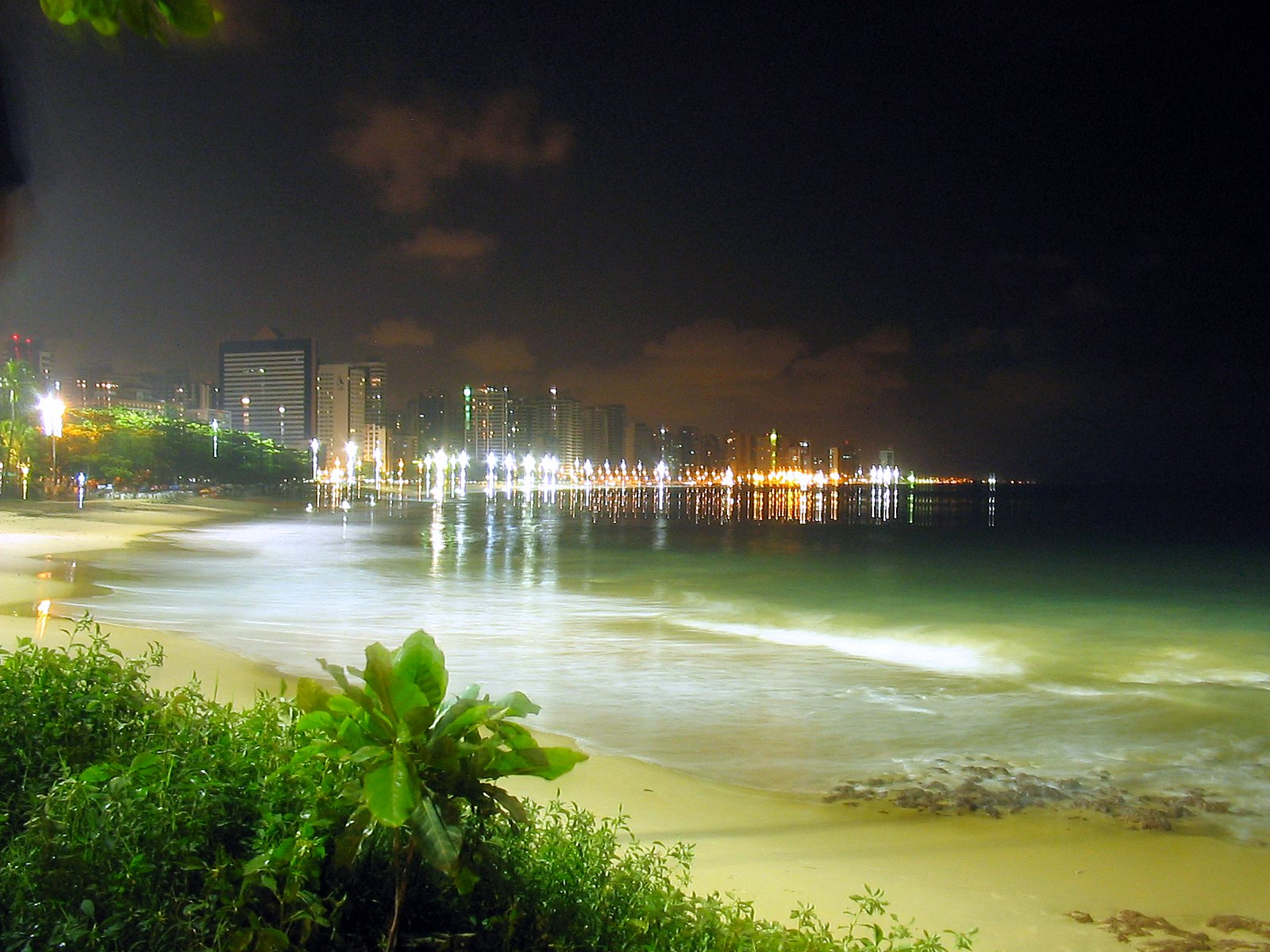
Vista noturna da Praia do Meireles

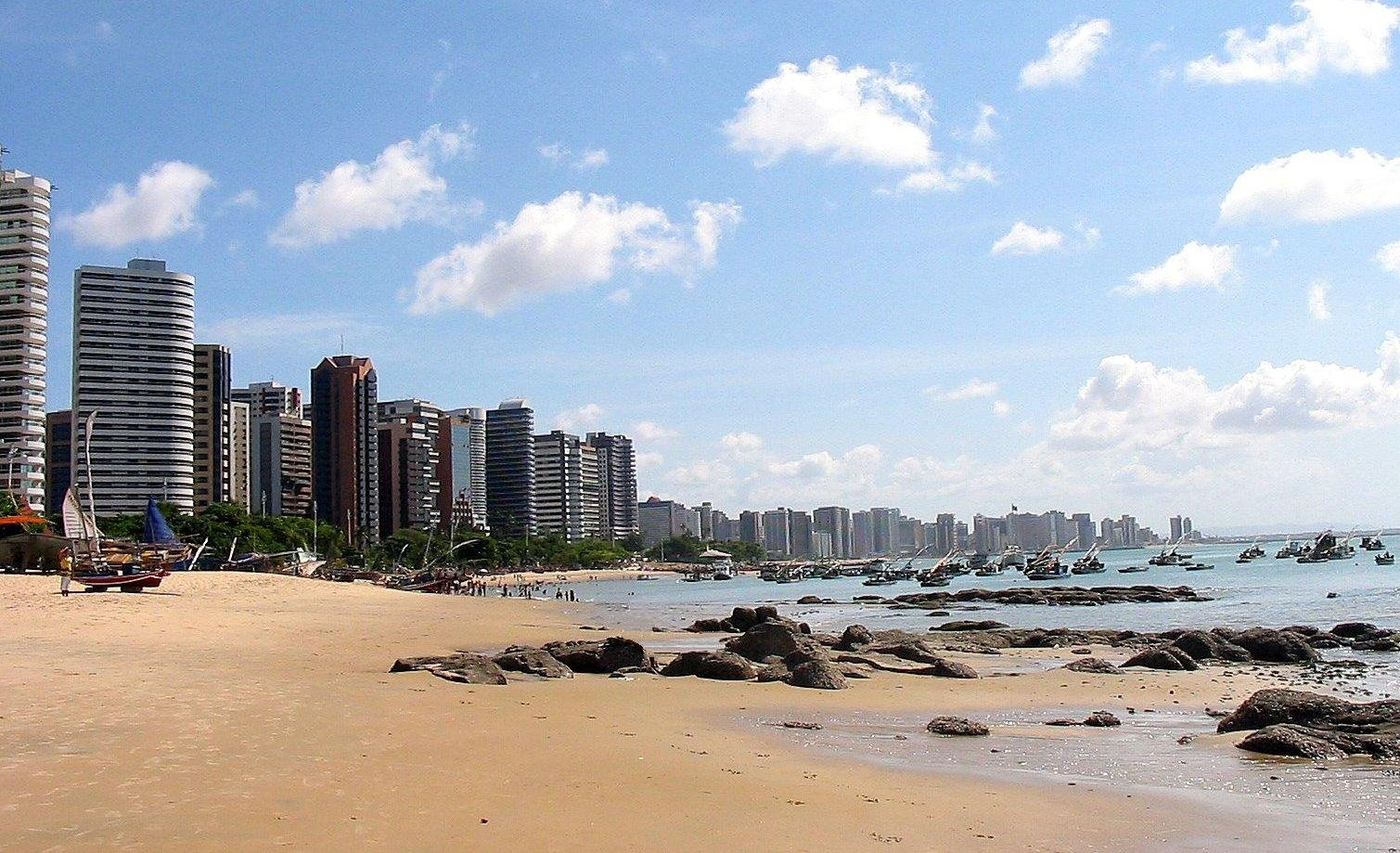
Praia do Mucuripe